# Artur Garcia Fuster
Artur Garcia Fuster (Barcelona, 14 de febrer de 1991) és un filòleg, escriptor i professor català.
Es va graduar en Filologia Catalana per la Universitat de Barcelona i es va doctorar en la mateixa matèria a la Universitat de Zadar. La seva tesi doctoral sobre l'obra de Jesús Moncada, la primera dedicada a aquest escriptor, li va valer el primer Premi Jesús Moncada de l'Ajuntament de Mequinensa el 2018 i va ser publicat l'any següent.
Va ser professor lector a la Universitat de Zadar (Dalmàcia, Croàcia) entre els anys 2015 i 2018, en el marc dels acords d’aquesta universitat amb l'Institut Ramon Llull, experiència arran de la qual va escriure Partint de Zadar. L'obra va ser guardonada el 2022 amb el Premi de Narrativa Mediterrània Pare Colom, atorgat per l'Ajuntament d'Inca.
Actualment és professor de secundària a Santa Coloma de Gramenet, on imparteix llengua i literatura catalanes. Col·labora habitualment en el digital de crítica literària La Lectora i ho ha fet també amb Núvol i Ara.